# Radar de site

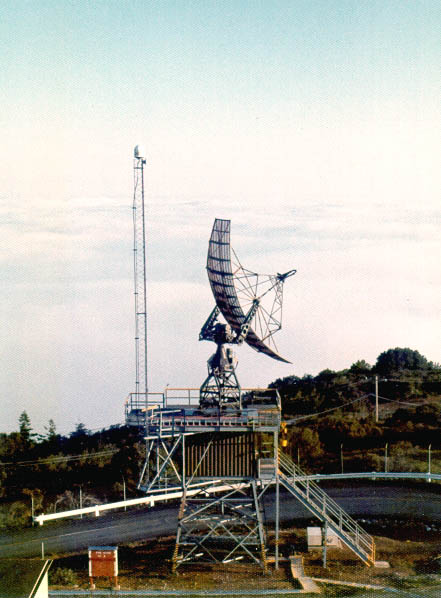
Radar de site à Mill Valley Air Force Station (1973).

Un radar de site est un appareil radar spécialisé dans la détermination de l'altitude d'une cible comme un avion ou un missile. Il balaie l'horizon verticalement avec un faisceau qui a une grande résolution verticale mais faible horizontalement pour trouver l'angle d'élévation, dit aussi de site d'où son nom, de celle-ci mais pas sa distance. Il est un complément au radar primaire qui lui balaie horizontalement pour trouver la distance et l'azimut. 

## Histoire
Plusieurs appareils optiques ont été utilisés à travers les âges dans ce rôle, dont le sextant et le théodolite. Durant la Seconde Guerre mondiale, la United States Navy a commencé à utiliser un appareil stéréoscopique pour trouver l'altitude d'un avion et guider le tir de DCA. Les Japonais ont fait de même. Plus tard durant le conflit, un faisceau radar a été ajouté. Ces radars ont une silhouette particulière avec une antenne mince en largeur mais très grande verticalement.

## Opérations

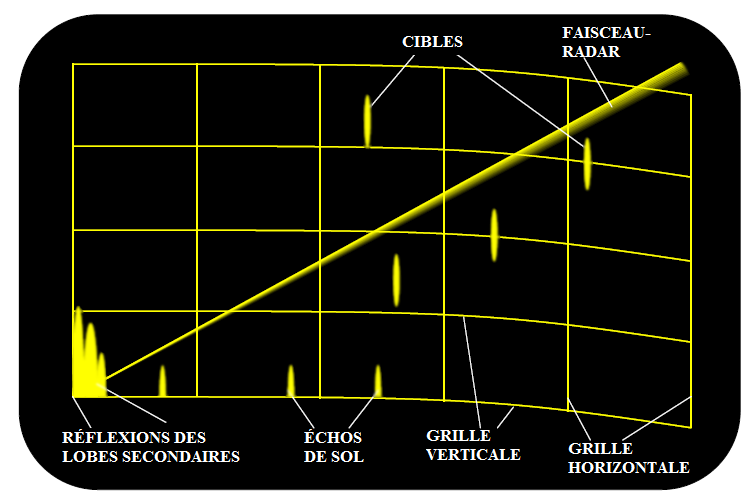
Affichage RHI

L'opérateur dirige l'antenne vers l'azimut de la cible repérée par le radar primaire et balaie de bas en haut l'antenne. Il identifie ainsi l'écho de la cible sur un affichage Hauteur-Distance (RHI) puis détermine la hauteur au-dessus du sol avec un curseur sur l'échelle de l'écran. Leur antenne étant de grande taille mais étroite, ceci permet de produire un faisceau plat ayant une très bonne résolution dans la verticale. 
Les radars modernes sondent en trois dimensions grâce à un faisceau en forme de cosécante carrée ou avec un faisceau mince balayant plusieurs angles d'élévation. Ceci permet d'éliminer l'utilisation d'un radar de site.